# Ichneumon kodiakensis
Ichneumon kodiakensis är en stekelart som beskrevs av William Harris Ashmead 1902. Ichneumon kodiakensis ingår i släktet Ichneumon och familjen brokparasitsteklar. Inga underarter finns listade i Catalogue of Life.